# Giandomenico Rebiba
Giandomenico Rebiba (San Marco d'Alunzio, XVI secolo – Catania, 6 febbraio 1604) è stato un vescovo cattolico italiano, nipote del cardinale Scipione.

## Biografia
A soli tre mesi dal sacerdozio fu eletto vescovo di Ortona nel 1570, allorché papa Pio V ne ripristinò il seggio episcopale. Ebbe luogo sotto di lui l'incorporazione della badia e del feudo di Treglio al vescovado di Ortona (fino al 1604 interessò anche Campli). Suo fratello Prospero Rebiba, patriarca titolare di Costantinopoli, più tardi, in Sicilia, fu eletto vescovo di Catania da Clemente VIII, ma essendo morto prima di giungere nella sede siciliana (1593), successe Giandomenico, il quale fu traslato soltanto il 24 gennaio del 1596. Durante il suo ufficio, fino al 6 febbraio del 1604, si accese presso la Santa Sede la causa intorno alla patria di Sant'Agata il cui esito fu a discapito dei palermitani. Povero di risorse materiali venne aiutato da Filippo II di Spagna che gli donò 3000 onze annue in perpetuo.
Fu il probabile committente del dipinto sul Martirio di Sant'Agata (1605) di Filippo Paladini per la cattedrale di Catania.
Presso la diocesi di Ortona, Rebiba fece realizzare il battistero monumentale presso la chiesa di San Zefirino papa di Villa Caldari, poi trasferito nel museo capitolare del duomo. Fece inoltre restaurare il palazzo vescovile accanto alla cattedrale, nello stato in cui si presenta oggi. Nel 1584 benedisse la prima pietra posata per la realizzazione del palazzo Farnese voluto da Margherita d'Austria, su progetto di Giacomo Della Porta.

## Genealogia episcopale
La genealogia episcopale è:
- Cardinale Scipione Rebiba
- Vescovo Giandomenico Rebiba